# Tercera Federación - Grupo V 2022-23
La temporada 2022-23 del Grupo V de la Tercera Federación de fútbol comenzó el 11 de septiembre de 2022 y finalizó el 23 de abril de 2023. Posteriormente se disputa la promoción de ascenso entre el 30 de abril y el 21 de mayo en su fase territorial, y para finalizar en su fase nacional entre el 28 de mayo y el 4 de junio. Se trata de la segunda edición tras la restructuración de las categorías no profesionales por parte de la RFEF a causa de la pandemia global causada por el Coronavirus; y es la quinta categoría a nivel nacional.

## Sistema de competición
Participan dieciséis clubes en un único grupo. Se enfrentan todos contra todos en dos ocasiones -una en campo propio y otra en campo contrario- durante un total de 30 jornadas. El orden de los encuentros se decide por sorteo antes de empezar la competición. La Federación de Fútbol de Cataluña es la responsable de designar las fechas de los partidos y los árbitros de cada encuentro, reservando al equipo local la potestad de fijar el horario exacto de cada encuentro.
Una vez finalizada la competición, el primer clasificado asciende directamente a Segunda Federación y se proclama campeón de Tercera Federación.
Los clasificados entre el segundo y el quinto lugar disputan un Play Off territorial en formato de eliminatorias a doble partido de ida y vuelta. En caso de empate el vencedor de la eliminatoria es el equipo mejor clasificado. El equipo vencedor de este Play Off se clasifica a la Promoción de ascenso a Segunda Federación que tiene carácter de final interterritorial.
Los tres últimos clasificados descendían directamente a Primera Catalana; pero en el mes de mayo y una vez finalizada la temporada se anunció el acuerdo de la ampliación de la categoría, pasando de dieciséis a dieciocho equipos en cada uno de los grupos de Tercera Federación. En el mes de junio la RFEF lo confirmó en una circular, anunciando que las dos plazas vacantes deben ser propuestas por las federaciones territoriales y aprobadas por la RFEF, amparándose en los artículos 119 y 217 del Reglamento General en los que se da prioridad a los equipos que hayan ocupado puestos de descenso en esta categoría.

## Ascensos y descensos
| Pos. | Ascendidos a 2.ª Federación |
| ---- | --------------------------- |
| 1º   | C. E. Manresa               |
| 2º   | U. E. Olot                  |

| Pos. | Descendidos de 2.ª División RFEF |
| ---- | -------------------------------- |
| 13.º | Cerdanyola del Vallès F. C.      |
| 15.º | C. F. Badalona                   |
| 16.º | C. E. Europa                     |

| Pos.  | Ascendidos de Primera Catalana |
| ----- | ------------------------------ |
| 1º G1 | C. F. Montañesa                |
| 1º G2 | U. E. Tona                     |
| 1º G3 | U. E. Rapitenca                |

| Pos. | Descendidos a Primera Catalana |
| ---- | ------------------------------ |
| 13.º | U. E. Sants                    |
| 14.º | E. C. Granollers               |
| 15.º | U. E. Figueres                 |
| 16.º | F. C. Ascó                     |
| 17.º | E. E. Guineueta C. F.          |

## Equipos

### Listado de equipos
| Equipo                 | Localidad                | Estadio                                   | Capacidad |
| ---------------------- | ------------------------ | ----------------------------------------- | --------- |
| C. F. Badalona         | Badalona                 | Estadio municipal de Badalona             | 4.100     |
| U. E. Castelldefels    | Castelldefels            | Els Canyars                               | 2.500     |
| C. E. Europa           | Barcelona                | Nou Sardenya                              | 4.000     |
| Girona F. C. "B"       | Gerona                   | Municipal Torres de Palau                 | 1.000     |
| F. E. Grama            | Santa Coloma de Gramanet | Nou Municipal                             | 5.000     |
| C. E. L'Hospitalet     | Hospitalet de Llobregat  | Municipal de L'Hospitalet                 | 6.740     |
| C. F. Montañesa        | Barcelona                | Municipal de Nou Barris                   | 2.500     |
| C. F. Peralada         | Peralada                 | Municipal de Peralada                     | 1.600     |
| C. F. Pobla de Mafumet | Pobla de Mafumet         | Municipal de La Pobla de Mafumet          | 1.700     |
| U. E. Rapitenca        | San Carlos de la Rápita  | La Devesa                                 | 3.000     |
| C. P. San Cristóbal    | Tarrasa                  | Municipal de Ca N'Anglada                 | 1.800     |
| U. E. Sant Andreu      | Barcelona                | Narcís Sala                               | 6.563     |
| U. E. Sants            | Barcelona                | Camp de la Energía                        | 500       |
| U. E. Tona             | Tona                     | Municipal de Tona                         | 2.000     |
| F. C. Vilafranca       | Villafranca del Panadés  | Campo municipal de deportes de Vilafranca | 5.000     |
| U. E. Vilassar de Mar  | Vilasar de Mar           | Municipal Xevi Ramón                      | 4.000     |

| Badalona Castelldefels Europa Girona B Grama L'Hospitalet Montañesa Peralada Pobla de Mafumet Rapitenca S. Cristóbal Sant Andreu Sants Tona Vilafranca Vilassar de Mar |

### Equipos por provincia
| N.º | Provincia | Equipos |
| --- | --------- | --- |
| 12  | Barcelona | C. F. Badalona, U. E. Castelldefels, C. E. Europa, F. E. Grama, C. E. L'Hospitalet, C. F. Montañesa, C. P. San Cristóbal, U. E. Sant Andreu, U. E. Sants, U. E. Tona, F. C. Vilafranca y U. E. Vilassar de Mar |
| 2   | Gerona    | Girona F. C. "B" y C. F. Peralada |
| 2   | Tarragona | U. E. Rapitenca y C. F. Pobla de Mafumet |

## Clasificación
| Pos. | Equipo                 | Pts. | PJ | G  | E  | P  | GF | GC | Dif. | Ascenso o descenso                                             |
| ---- | ---------------------- | ---- | -- | -- | -- | -- | -- | -- | ---- | -------------------------------------------------------------- |
| 1    | C. E. Europa (A, C)    | 60   | 30 | 18 | 6  | 6  | 42 | 21 | +21  | Ascenso a Segunda Federación y Copa del Rey                    |
| 2    | U. E. Sant Andreu (A)  | 56   | 30 | 15 | 11 | 4  | 50 | 31 | +19  | Acceso a Promoción de Ascenso a Segunda Federación y Copa RFEF |
| 3    | C. P. San Cristóbal    | 52   | 30 | 14 | 10 | 6  | 36 | 21 | +15  | Acceso a Promoción de Ascenso a Segunda Federación             |
| 4    | C. E. L'Hospitalet     | 51   | 30 | 15 | 6  | 9  | 53 | 33 | +20  | Acceso a Promoción de Ascenso a Segunda Federación             |
| 5    | C. F. Peralada         | 49   | 30 | 14 | 7  | 9  | 41 | 33 | +8   | Acceso a Promoción de Ascenso a Segunda Federación             |
| 6    | U. E. Castelldefels    | 44   | 30 | 13 | 5  | 12 | 31 | 35 | −4   |                                                                |
| 7    | C. F. Pobla de Mafumet | 43   | 30 | 12 | 7  | 11 | 40 | 35 | +5   |                                                                |
| 8    | Girona F. C. "B"       | 43   | 30 | 12 | 7  | 11 | 45 | 34 | +11  |                                                                |
| 9    | C. F. Montañesa        | 40   | 30 | 10 | 10 | 10 | 38 | 38 | 0    |                                                                |
| 10   | F. E. Grama            | 37   | 30 | 9  | 10 | 11 | 38 | 46 | −8   |                                                                |
| 11   | U. E. Tona             | 33   | 30 | 8  | 9  | 13 | 36 | 51 | −15  |                                                                |
| 12   | U. E. Rapitenca        | 32   | 30 | 8  | 8  | 14 | 37 | 48 | −11  |                                                                |
| 13   | C. F. Badalona         | 31   | 30 | 7  | 10 | 13 | 32 | 35 | −3   |                                                                |
| 14   | F. C. Vilafranca       | 30   | 30 | 7  | 9  | 14 | 38 | 55 | −17  |                                                                |
| 15   | U. E. Vilassar de Mar  | 28   | 30 | 6  | 10 | 14 | 33 | 47 | −14  |                                                                |
| 16   | U. E. Sants (D)        | 24   | 30 | 5  | 9  | 16 | 29 | 56 | −27  | Descenso a Liga Elite                                          |

Actualizado a los partidos jugados el 23 de abril de 2023.
 Fuente: Resultados Fútbol

## Resultados
| Local \ Visitante      | BAD | CAS | EUR | GIR | GRM | HOS | MON | PER | PDM | RAP | SCR | SAD | SAT | TON | VFR | VDM |
| ---------------------- | --- | --- | --- | --- | --- | --- | --- | --- | --- | --- | --- | --- | --- | --- | --- | --- |
| C. F. Badalona         | —   | 0–1 | 0–0 | 2–1 | 2–2 | 0–1 | 4–1 | 0–2 | 2–2 | 0–0 | 1–2 | 1–1 | 2–2 | 1–2 | 1–3 | 1–1 |
| U. E. Castelldefels    | 1–0 | —   | 0–2 | 1–0 | 1–0 | 1–2 | 3–4 | 0–0 | 3–2 | 1–2 | 1–1 | 2–4 | 2–0 | 1–2 | 0–0 | 1–0 |
| C. E. Europa           | 1–0 | 1–0 | —   | 2–0 | 3–0 | 2–2 | 2–0 | 0–1 | 2–1 | 1–0 | 1–1 | 3–0 | 1–0 | 3–0 | 2–2 | 1–0 |
| Girona F. C. "B"       | 0–3 | 0–1 | 0–1 | —   | 2–2 | 4–1 | 2–1 | 0–1 | 1–1 | 1–0 | 1–0 | 1–1 | 2–0 | 4–0 | 4–2 | 2–2 |
| F. E. Grama            | 1–0 | 1–0 | 2–0 | 1–0 | —   | 1–1 | 2–2 | 2–1 | 0–0 | 3–3 | 2–2 | 1–1 | 1–3 | 1–2 | 3–1 | 1–2 |
| C. E. L'Hospitalet     | 0–1 | 1–2 | 0–1 | 0–0 | 3–0 | —   | 4–0 | 3–1 | 1–0 | 1–0 | 1–0 | 1–2 | 5–1 | 1–1 | 3–1 | 4–1 |
| C. F. Montañesa        | 3–0 | 0–1 | 0–0 | 2–1 | 0–0 | 0–3 | —   | 2–0 | 2–3 | 2–1 | 1–1 | 0–0 | 2–0 | 1–1 | 4–1 | 0–1 |
| C. F. Peralada         | 1–1 | 1–2 | 1–2 | 2–1 | 2–2 | 2–1 | 1–0 | —   | 3–1 | 4–0 | 1–0 | 1–3 | 0–0 | 5–2 | 3–2 | 1–0 |
| C. F. Pobla de Mafumet | 1–0 | 1–1 | 2–0 | 1–0 | 2–0 | 2–1 | 1–2 | 0–1 | —   | 2–2 | 0–1 | 1–2 | 0–0 | 5–2 | 2–0 | 2–1 |
| U. E. Rapitenca        | 1–3 | 1–2 | 1–2 | 0–0 | 4–2 | 0–1 | 0–0 | 2–1 | 0–2 | —   | 1–0 | 2–2 | 4–2 | 2–1 | 2–1 | 4–1 |
| C. P. San Cristóbal    | 2–0 | 2–0 | 2–1 | 1–1 | 1–0 | 2–0 | 1–1 | 3–1 | 2–0 | 3–2 | —   | 1–2 | 1–2 | 1–0 | 3–0 | 1–0 |
| U. E. Sant Andreu      | 1–0 | 2–0 | 1–1 | 3–4 | 3–2 | 1–0 | 2–1 | 1–1 | 2–1 | 2–0 | 0–0 | —   | 2–0 | 4–0 | 2–3 | 1–1 |
| U. E. Sants            | 0–2 | 3–0 | 2–1 | 0–3 | 2–3 | 0–3 | 1–1 | 0–0 | 1–2 | 3–2 | 1–1 | 0–0 | —   | 1–1 | 0–4 | 2–4 |
| U. E. Tona             | 1–1 | 2–1 | 2–4 | 0–2 | 2–0 | 2–2 | 0–2 | 0–1 | 0–0 | 4–0 | 0–1 | 2–0 | 1–1 | —   | 1–2 | 0–0 |
| F. C. Vilafranca       | 1–1 | 1–1 | 0–2 | 0–4 | 0–1 | 3–5 | 1–1 | 2–1 | 0–2 | 0–0 | 0–0 | 1–1 | 3–2 | 2–3 | —   | 2–1 |
| U. E. Vilassar de Mar  | 0–3 | 0–1 | 1–0 | 3–4 | 1–2 | 2–2 | 1–3 | 1–1 | 3–1 | 1–1 | 0–0 | 0–4 | 3–0 | 2–2 | 0–0 | —   |

## Play Off de Ascenso a Segunda Federación
|  | Semifinales                                          | Semifinales                                          | Semifinales                                          | Semifinales                                          | Semifinales                                          |   |     | Final                                                | Final                                                | Final                                                | Final                                                | Final                                                |  |
|  | 30 de abril de 2023 (ida) 7 de mayo de 2023 (vuelta) | 30 de abril de 2023 (ida) 7 de mayo de 2023 (vuelta) | 30 de abril de 2023 (ida) 7 de mayo de 2023 (vuelta) | 30 de abril de 2023 (ida) 7 de mayo de 2023 (vuelta) | 30 de abril de 2023 (ida) 7 de mayo de 2023 (vuelta) |   |     | 14 de mayo de 2023 (ida) 21 de mayo de 2023 (vuelta) | 14 de mayo de 2023 (ida) 21 de mayo de 2023 (vuelta) | 14 de mayo de 2023 (ida) 21 de mayo de 2023 (vuelta) | 14 de mayo de 2023 (ida) 21 de mayo de 2023 (vuelta) | 14 de mayo de 2023 (ida) 21 de mayo de 2023 (vuelta) |  |
|  |                                                      |                                                      |                                                      |                                                      |                                                      |   |     |                                                      |                                                      |                                                      |                                                      |                                                      |  |
|  |                                                      |                                                      |                                                      |                                                      |                                                      |   |     |                                                      |                                                      |                                                      |                                                      |                                                      |  |
|  | 4.º                                                  | C. E. L'Hospitalet                                   | 1                                                    | 2                                                    | 3                                                    |   |     |                                                      |                                                      |                                                      |                                                      |                                                      |  |
|  | 4.º                                                  | C. E. L'Hospitalet                                   | 1                                                    | 2                                                    | 3                                                    |   |     |                                                      |                                                      |                                                      |                                                      |                                                      |  |
|  | 3.º                                                  | C. P. San Cristóbal                                  | 0                                                    | 3                                                    | 3                                                    |   |     |                                                      |                                                      |                                                      |                                                      |                                                      |  |
|  | 3.º                                                  | C. P. San Cristóbal                                  | 0                                                    | 3                                                    | 3                                                    |   | 3.º | C. P. San Cristóbal                                  | 0                                                    | 0                                                    | 0                                                    |                                                      |  |
|  |                                                      |                                                      |                                                      |                                                      |                                                      |   | 3.º | C. P. San Cristóbal                                  | 0                                                    | 0                                                    | 0                                                    |                                                      |  |
|  |                                                      |                                                      | 2.º                                                  | U. E. Sant Andreu                                    | 1                                                    | 1 | 2   |                                                      |                                                      |                                                      |                                                      |                                                      |  |
|  | 5.º                                                  | C. F. Peralada                                       | 2.º                                                  | U. E. Sant Andreu                                    | 1                                                    | 1 | 2   | 0                                                    | 0                                                    | 0                                                    |                                                      |                                                      |  |
|  | 5.º                                                  | C. F. Peralada                                       |                                                      |                                                      |                                                      |   |     | 0                                                    | 0                                                    | 0                                                    |                                                      |                                                      |  |
|  | 2.º                                                  | U. E. Sant Andreu                                    | 1                                                    | 1                                                    | 2                                                    |   |     |                                                      |                                                      |                                                      |                                                      |                                                      |  |
|  | 2.º                                                  | U. E. Sant Andreu                                    | 1                                                    | 1                                                    | 2                                                    |   |     |                                                      |                                                      |                                                      |                                                      |                                                      |  |
|  |                                                      |                                                      |                                                      |                                                      |                                                      |   |     |                                                      |                                                      |                                                      |                                                      |                                                      |  |

## Clasificado a la Copa del Rey
| Bandera de Cataluña |
| C. E. Europa        |
| 1.º Puesto          |

Nota: Hay posibilidad de que el subcampeón se clasifique a la Copa del Rey si no es un equipo filial.